# Velencei Köztársaság
A Velencei Köztársaság (velenceiül: Serenisima Republica de Venesia; olaszul: Serenissima Repubblica di Venezia) Itália északi részén a 8. század és 1797 között fennállott államalakulat volt. Gyakorlatilag városállamként emlékeznek meg róla a krónikák, azonban a Velence város köré alakult kereskedőállam igen tekintélyes területre tett szert. A 12. és 15. században fénykorát élő Velencét gyakran illették az Adria királynője címmel, vagy – amint az a hivatalos megnevezésében is használatos volt – Serenissimaként (a. m. legderűsebb), azaz a Legfenségesebbként emlegették. A köztársasági államformát magára öltő állam élén a dózse állt. 

## Története

### Az arisztokratikus alkotmány előtti idők (5–11. század)

#### A függőség időszaka
Velence történelme valamikor az 5. században kezdődött. A későbbi korok több legendát is emlegettek a város alapításáról. A szigetekre, cölöpökre emelt csodálatos város sokaknak úgy tűnt, mintha isteni kéz alkotása lett volna. A város megalakulása azonban szorosan kapcsolódik a Római Birodalom nyugati felének bukásához. A hatalmas birodalmat elsöprő népvándorlás több itáliai város létét fenyegette. Elsőként a gótok, majd a hunok megjelenése kényszerítette a lagúnák közelében épült városok (Padova, Aquileia, Concordia) lakóit arra, hogy az Adria biztonságos szigetein keressenek menedéket. Eleinte csak egyszerű halászok, földművesek érkeztek a közeli szigetekre. 421-ben Padova tanácsa már egyik határozatában foglalkozik a szigetek lakóival, akik a zavaros időkben mindenféle állami szervezeten kívül álltak. Ezt az évet tekintik Velence alapításának dátumaként.
A város fejlődésének és a köztársaság kialakulásának igen nagy lökést adott a 452-ben betörő hunok féktelen rablóhadjárata. A régió legnagyobb és legerősebb városa akkoriban Aquileia volt, amelynek ostroma és az azt követő vérengzés elől főképp a gazdagok, nemesek és a kereskedők menekültek el. A tehetős római polgárok a lagúnák szigeteire költöztek. A menekülők főként hét szigetre telepedtek le, amelyek később egyre szorosabb politikai szövetségre léptek egymással. Ezekhez a szigetekhez tartozott Caorle, Heracleia, Jesolo (ezt a három egykori szigetet azóta a Piave folyó hordaléka félszigetként a szárazföldhöz kötötte), Torcello, Murano, Malamocco és Chioggia. A bevándorlók között igen gazdag emberek is voltak, akik mindenképpen meg akarták teremteni az elvesztett kényelmet a szigeteken. A nemesek mellett azonban több kereskedő és hajóács is érkezett ide. Miután a szárazföldi kereskedelem szinte lehetetlenné vált a népvándorlás időszakában, a lagúnabeli települések egyre több hajót gyártottak, és eleinte csak a só lepárlásából bonyolítottak le számottevő forgalmat. Később Isztria és Dalmácia termékeire is kiterjesztették a kereskedelmet. Főként bort, húst és olajat szállítottak a velencei hajók. Az egyre gazdagabb szigetek új formájú hajókat terveztek, amelyek hatalmas raktérrel rendelkeztek, mégis fürgébbek voltak korabeli társaiknál. A birodalom felbomlása után a velenceiek igyekeztek a Római Birodalom egyik jogutódjához, Bizánchoz közel kerülni. A megalakuló Ravennai Exarchátus nem csupán megbízható kereskedelmi partnernek bizonyult, hanem védelmi szerepet is betöltött. A szigetek nem váltak függetlenné, Bizánc hatalma alá kerültek.

A keleti birodalom hivatali rendszerét is átvette a város, és tribunokat neveztek ki a lagúnák népe, a velencei társadalom élére, akik a császárok nevében gyakorolták a bírói hatalmat. Eleinte egy tribun állt a szigetek élén, később tíz, majd tizenkettő és végül hét. Köztük már olyan családneveket találhatunk (pl. Faliero, Candiano, Dandolo, Moro), amelyek a későbbi nagy dózsékat adják.
A környező városok ugyan irigykedve szemlélték az egyre növekvő Velence hatalmát, de ellene nem tehettek semmit. 588-ban a longobárdok özönlötték el Itália északi részét. Az aquileiai pátriárka a lagúna egyik szigetére, Gradóra menekült. Ez ugyan nem állt Velence fennhatósága alatt, mégis igen közel volt a Heracleia és Malamocco szigetén lassan kialakuló központhoz. Ezzel tehát Velence még az egyházi hatalom örökösévé is vált. A kereskedelem egyre nagyobb bevételt hozott a városnak, a tenger nyújtotta biztonság pedig békét. A kereskedelmet gyakran korlátozó bizánci törvények kezdtek terhessé válni a velenceieknek, akik lassan kialakították önkormányzatukat. Ugyan Bizánc és először a longobárdok, majd a frankok szemét is szúrta az egyre inkább függetlenedő lagúna, de tenni semmit sem tudtak, ugyanis mindkét hatalomnak szüksége volt a velencei flottára az Adrián garázdálkodó horvátok féken tartására. 697-ben ezek a körülmények vezettek az első dózse, Paolo Lucio Anafesto megválasztásához, aki ugyan hivatalosan a bizánci császár nevében uralkodott, gyakorlatilag igyekezett függetleníteni a várost a keleti uralom alól. A dózse jogköre sokkal szélesebb volt, mint a tribunoké: joga volt összehívni a népgyűlést, kinevezni a katonai vezetőket és a bírákat, valamint a kormányügyeket intézni. Miután 751-ben a longobárdok elfoglalták Ravennát is, Bizánc utolsó közeli bástyáját, Velencének jóval nagyobb mozgástere lett.

#### Új állam születik
A lassan megalakuló független Velence azonban a tenger oltalma ellenére is túlságosan kicsi volt ahhoz, hogy a kor Európáját hatalma alatt tartó két hatalom, Bizánc és a Frank Birodalom között függetlenséget nyerjen. A fiatal város lakóinak kereskedelmi és más gazdasági érdekei szétváltak, és a Malamocco szigetén lakók inkább a longobárdokhoz, majd a frankokhoz kötődtek, míg Heracleia lakói a bizánci fennhatóságot látták szívesebben. A két párt között súlyos vita alakult ki. A longobárdok egy alkalommal a malamoccóiak támogatásával betörtek Heracleiába, és elpusztították a várost. A nagy múltú és gazdag sziget lakói átköltöztek a közeli Rivo Alto szigetre, amely a mai Velence központját adja. A Bizánc által támogatott kereskedők itt mesés várost építettek fel, amelynek pénzügyi és gazdasági súlya hamarosan meghatározóvá vált. 

A nagyhatalmi kérdésekről azonban sosem született igazi megegyezés, és amikor Nagy Károly frankjai egyre gyakrabban támadták meg a velenceieket, a szigetek ismét közelebb kerültek Bizánchoz. A Károly által kinevezett dózse elüldözése után a frank flotta 806-ban megtámadta a szigeteket. Véres csaták során Rivo Altót (Magas part) sikerült végig velencei kézen tartani. Egészen 812-ig folytatódott a háború, amikor is megszületett az aacheni szerződés. Ez a dokumentum garantálta elsőként a szigetek gyakorlati függetlenségét. A szerződést Károly és I. Mihály bizánci császár kötötte meg. Mihály elismerte a frank uralkodót a Római Birodalom örökébe lépő Frank Birodalom császárának, de cserébe a Velence, Dalmácia és Isztria feletti uralkodást kérte és kapta meg. Károly az egyezmény után kivonta seregeit a lagúnából, sőt megengedte a város kereskedőinek, hogy a szárazföldön birtokot szerezzenek és kereskedjenek.
A Bizánci Birodalom azonban ekkoriban ezer sebből vérzett. A császár nem tudta fenntartani erős hatalmát a távoli Velence felett, ezért az aacheni szerződés tulajdonképpen Velence függetlenségének dokumentuma. Évekkel később maga a bizánci császár kérte Velence segítségét a dél-itáliai szaracénok ellen. A szerződés megkötésének idejében, 810-ben a dózse áthelyezte székhelyét az egyházi méltóság miatt fontos Gradóból Rivo Altóra (a mai Rialtóra). Ekkor nevezték először Venesianak a szigeteken megalakult várost. A kereskedelem nagy léptékkel fejlődött. A modern velencei flottának a Földközi-tenger medencéjében nem akadt ellenfele, így nemcsak a bizánci területekig ért a város kereskedőinek keze, hanem a Közel-Keletre, Egyiptomba és Afrika más részeire is. A velencei állam alapját a mesés vagyon mellett a hatalmakat egymás ellen ügyesen kijátszó diplomácia vetette meg.
828 Velence történetének újabb fontos állomása. I. Giovanni Participazio dózse parancsára a velencei flotta csellel elhozta Alexandriából Szent Márk ereklyéit. Márk krónikák szerint Aquileia első püspöke volt, és ezért a velenceiek keresztény hitre térítője. Az evangélista tiszteletére kezdték el építeni a Szent Márk-bazilikát, amelynek alakításában szinte mindegyik dózse szerepet vállalt. Ekkor jelent meg Márk oroszlánja a velencei lobogókon, és a gradói liturgia egyedisége is ekkor alakult ki. Szent Márk tehát nem csupán relikviát jelentett Velence számára, hanem az egész államot egybetartó szellem megtestesítője volt, a független Velence jelképe.

#### Az Orseolók kora és a normann háborúk
A két ellenséges velencei párt utolsó összecsapása IV. Pietro Candiano dózse elűzésében öltött testet. Ezek után Velence annyira megerősödött, hogy a térség független vezető államává vált. A dózse elűzése után a népgyűlés I. Pietro Orseolót választotta meg a város vezetőjének. Pietro ugyan csak két éven keresztül uralkodott, mégis rendkívül népszerűvé vált a velenceiek körében. Teljesen újjáépíttette a várost. Lefektette a mai Dózse-palota alapjait, és sikerült győzelmet aratnia a muszlim szaracénok ellen. 991-ben lépett trónra Velence egyik legnagyobb hatású dózséja, II. Pietro Orseolo, akit olyan tisztelettel öveznek mind a mai napig a városban, mint mi I. Istvánt. A dózse meghódította az Adriai-tenger keleti partvidékének jelentős részét. Dalmácia több városa ekkor került Velence uralma alá. A legnagyobb városok közé sorolható Zára (a mai Zadar), Trau (a mai Trogir), Spalato (a mai Split), Veglia (a mai Krk) vagy Arbe (a mai Rab). A horvátok inváziója elleni fellépést Bizánc is támogatta, ezzel elismerve, hogy a jogilag Konstantinápolyhoz tartozó területeket Velence elfoglalta. Orseolo dózse felvette a Dux Veneticorum et Dalmaticorum címet, azaz Velence és Dalmácia hercege címet, amelyet mind a keleti mind a nyugati császár elfogadott.
A dalmát városok birtoklása sokkal többet jelentett puszta területszerzésnél. Egyrészt Velence így tudta biztosítani az Adrián való hegemóniáját és a kereskedelmi utak biztonságát. Ezek pedig igen fontosak voltak, hiszen 992-ben II. Baszileiosz császár kiváltságlevélben erősítette meg a két állam szövetségét. Tulajdonképpen Bizánc minden támogatást megadott a város kereskedőinek. Másrészt Velence Dalmáciából szállította a hajóépítéshez szükséges fát és a gabonát is, hiszen a növekvő népességű városnak már nem tudott elegendő élelmet termelni a lagúna. Orseolo uralkodásának idején látogatott a városba III. Ottó német-római császár, aki további kereskedelmi egyezményeket kötött a dózséval, és megegyeztek Velence névleges függésében. A dózséknak azonban fontosabb volt a Bizánccal fenntartott jó kapcsolat és a névleges függés is. A dózsei méltóság sokáig része volt a bizánci hivatali hierarchiának, és névleges adófizetési kötelezettség is hárult Velencére. A velenceieknek azért állt érdekükben a függőség fenntartása, mert ezáltal jelentős kedvezményeket élvezhettek a birodalom területén belül. Ez nem csupán adó- és vámkedvezményeket jelentett: a velenceieknek például önálló önkormányzatuk lehetett Konstantinápolyban. Az ottani velencei kereskedőnegyedre a velencei törvények vonatkoztak, nem a bizánciak. Egészen 812-ig egyébként a dózse megválasztásához szükség volt a bizánci császár beleegyezésére is.
Az Orseolo család egy idő után dinasztikus uralmat igyekezett kiépíteni: a magyar uralkodókkal és az isztriai illetve horvát királyokkal is rokoni viszonyt alakított ki. Halálát követően a tisztjét gyermeke, Ottone Orseolo foglalta el, aki már nyíltan dinasztikus uralomra tört. A függetlenségükre kényesen figyelő velenceiek azonban megakadályozták az Orseolók terveinek megvalósulását, és 1026-ban elűzték Ottonét a városból. Domenico Flabanico dózse uralma alatt pedig törvényben szabályozták, hogy a dózsénak sem fivére, sem gyermeke nem lehet társuralkodó vagy utód.
Az elfoglalt dalmát területeket megtartani azonban korántsem volt egyszerű feladat, noha mindkét nagyhatalom támogatta és elismerte a dózse új foglalásait. A szerbek és a Dél-Itáliában egyre nagyobb területeket szerző normannok azonban szintén szemet vetettek a dalmát partokra. A két kitűnő hajósnemzet végül 1082-ben csapott össze. A fejlett és újszerű velencei hajók és a bizánciaktól átvett hadi stratégia 1085-re Velence győzelmét hozta. Ezzel tulajdonképpen kialakult a lagúnák önállósága, de az állam szervei és berendezkedése még csak nagy vonalakban létezett.

### A Serenissima fénykora (12–15. század)

#### 12. század

##### Keresztes háborúk
1095-ben jelentette be II. Orbán pápa az első keresztes háborút. Ekkoriban Velencének több hatalmi gondja is akadt. Az adriai hegemóniáért Bari és Amalfi városával kellett megvívnia, ami könnyebb feladatot jelentett Velencének, de a Földközi-tengeren birtokolt gazdasági súly megtartását már sokkal nehezebb volt fenntartani Genova és Pisa kereskedőivel szemben. A Serenissima hatalma azonban kétségtelen volt. Vital Faliero de'Doni dózse eleinte nem ismerte fel a keresztes hadjáratokban rejlő gazdasági lehetőségeket, de később I. Vital Michele dózse már lépni kényszerült. Genova és Pisa ugyanis a keresztény seregek nyomában sorra építette ki kereskedelmi bázisait a Közel-Keleten. A dózse személyes vezetésével 1099-ben 200 hajóból álló flotta indult a Szentföldre. Rodoszon elfoglaltak 20 genovai hajót, majd több stratégiai fontosságú szigetet is. A háborúk idején kereskedelmi telepeket alapított a legtöbb közel-keleti városban, így Jeruzsálemben, Haifában és Akkónban. Ez utóbbi város teljes mértékben a velencei kereskedők kezébe került, miután Antiochia Genova felügyelete alá került.
1122 augusztusában Domenico Michele dózse a hatalmas gazdasági hasznot hozó első keresztes hadi vállalkozás után száz hajóból álló flottával indult útnak a Szentföld felé. Amikor hírét vette, hogy II. Balduin jeruzsálemi király Haleb emír fogságába került, flottájával az egyiptomi hajóhad ellen fordult, és dicsőséges győzelmet aratott felettük. A kiszabadult uralkodó hálája nem maradt el, hiszen a velencei kereskedők a Jeruzsálemi Királyság egész területén vámmentességet élveztek és minden városban fenntarthattak egy kereskedelmi telepet.
A második és harmadik keresztes hadjáratban már nem vett részt ilyen aktívan a köztársaság.

##### Normann háborúk
Velence a 12. század elején több természeti katasztrófát is elszenvedett. Tűzvész, szökőár, majd 1117-ben földrengés pusztította el a város egyes részeit. Az újjáépítések elvonták a dózse figyelmét a külpolitika alakulásáról. Pedig a Szicíliában új hazára talált normannok kereskedelmi vetélytársként akartak fellépni a levantei kereskedelemben. II. Roger szicíliai herceg 1130-ban Palermóban királlyá koronáztatta magát, és igyekezett Velence babérjaira törni. A századeleji megrázkódtatásokból alig felocsúdott Serenissima nem volt képes egyedül felvenni a harcot Roger flottájával, ezért szövetségre lépett több itáliai várossal és Bizánccal is. Ennek eredményeként végül 1137 májusában legyőzték a normann hajókat.
A szövetség hamar felbomlott, pedig Roger király nem mondott le hódító terveiről. 1147-ben a szicíliaiak Bizánc ellen vonultak. A császárnak csak egy korábban kiadott bulla megerősítésével sikerült megnyernie Velencét, ami újra kereskedelmi kedvezmények sorával járult hozzá a város fejlődéséhez. 1149-ben Korfunál diadalt aratott a velencei flotta.

##### Észak-Itália a változások korába lép
A század hatalmas mérföldköve volt, hogy Velence szerződésekben kötötte magához a környező városokat. 1141-ben tizenöt lagúna menti várossal kötött szerződést, amelyben Velence garantálta a városok biztonságát, önkormányzatát és a velencei területeken való szabad kereskedelmét. Ezért cserébe hűségesküt kért, valamint háborúban katonai és anyagi segítséget. A velencei polgároknak szabad letelepedést és kereskedelmet is előírtak a szerződések. A század során a legjelentősebb isztriai városok is csatlakoztak a Serenissimához.
Itália hatalmi viszonyai azonban átrendeződtek, ugyanis a több független városállamból álló félszigeten egyre nagyobb területeket foglalt el Barbarossa Frigyes serege. A velencei diplomácia ugyan békés viszonyban állt a császárral, de a parmai birodalmi gyűlésen egyértelművé vált: a császár el akarja foglalni Velencét is. Ezért a dózse felhatalmazására 1164-ben létrejött a Veronai Szövetség, amelyben Velencén kívül részt vett Padova, Vicenza, Verona és a III. Sándor pápa vezette Szentszék. A háborút végül az aquileiai pátriárka indította el, hogy végleg elrendezze a Gradóval fennálló vitát. Ez persze másrészről a császár támogatottja és Sándor pártfogoltja közötti harc is volt, nem is beszélve arról, hogy Grado ekkor már Velencéhez tartozott. A pátriárka elvesztette a harcot, és ekkor Frigyes seregei is megjelentek Itália északi részén. 1167-ben megalakult több város szövetsége, a Lombard Szövetség, amely a veronai ötökkel egyesülve létrehozta a Lombard Ligát. Ennek célja a császári seregek kisöprése volt Itáliából. Ez a liga elvezetett a győztes legnanói csatához 1176-ban, amit azonban Velence nélkül kellett megvívniuk.
A Serenissima ugyanis újabb gondokkal szembesült: I. Manuél bizánci császár, Szent László magyar király unokája egyesíteni akarta a valamikori Római Birodalomhoz tartozó területeket, és ezt Itália elfoglalásával akarta kezdeni. Mánuel Velencét tekintette a félszigetre nyíló bizánci kapunak, de miután a dózse elutasította a császár szövetségét, Manuél 1171-ben seregeivel lerohanta és lemészárolta a konstantinápolyi velencei kolóniát. Javaikat elkobozta és helyükre genovaiakat hívott be. II. Vital Michele dózse százhajós flottával vonult Bizánc ellen, de átütő sikert nem tudott elérni. Utódja, Sebastian Ziani dózse a normannokkal szövetségre lépve békét kötött Bizánccal.
Frigyes bukása után Velence mindkét oldalról támogatást kapott, ugyanis mind a császár, mind a pápa velencei pátriárkának nevezte a gradói egyház fejét. 1155-től kezdve a pápa jóváhagyta, hogy a velencei pátriárka felvegye a Dalmácia prímása címet, és később azt is, hogy a Konstantinápolyban és más görög területeken álló velencei templomok élére püspököket nevezzen ki.

##### Velence és Magyarország harca
A századot, és ettől kezdve hozzávetőleg még négy évszázadot végigkísért a szomszédos Magyarországgal vívott háború is. A konfliktus 1089-ben kezdődött, amikor Dmitar Zvonimir, horvát király halálával megüresedett a horvát trón. Zvonimir I. Béla király leányát, Ilonát vette feleségül, ezért a horvát nemesség a magyar uralkodónak, I. Lászlónak ajánlotta fel a trónt. A magyar uralkodó hatalma egészen az Adriai-tenger partjáig elért, és Könyves Kálmán trónra lépésével megkezdődött a magyar seregek Dalmáciába nyomulása. 1102-ben csapott össze először a velencei és a magyar sereg. Kálmán kihasználta, hogy a velencei flotta a Közel-Keleten háborúzik, és ezért 1111-re szinte egész Dalmáciát elfoglalta. Velencének az erődített dalmát városok visszaszerzésére csak igen nehezen vált alkalma. 1115-ben, Kálmán halála után az ifjú II. István uralkodásának kezdetén érkezett vissza a flotta Velencébe, és azonnal nekilátott a dalmát városok ostromának. 1118-ra sikerült újra visszafoglalnia korábbi hódításait. 1124-ben rövid időre István ismét a magyar koronához csatolta a dalmát városokat. Zára 1166-ban ismét Magyarországhoz került, míg III. Béla 1177-ben hosszabb távon is elfoglalta a dalmát városok jó részét. A velencei haderő ekkor csak a szigeteket tudta visszaszerezni. Róma intésére a két szomszédos állam békét kötött a második keresztes hadjárat idejére, azonban annak befejeztével a velencei flotta újra ostromba kezdett, de ezek sorra buktak el.

##### A Velencei Kongresszus
A Lombard Liga és a császári erők 1176-ban összecsaptak Legnanónál. A pápa és az észak-itáliai városok hadereje fényes győzelmet aratott Frigyes seregei fölött, és mivel Velence ekkor bizánci gondjaival volt elfoglalva tulajdonképpen nem vett részt a konfliktusban egyik oldalon sem. A harcok elültével tehát egyetlen államnak és helyszínnek tűnt a lagúnák városa, ahol a két hatalmas európai vezető béketárgyalásokat kezdhet. 1177. július 20-án a városba érkezett III. Sándor pápa és I. Frigyes császár is. A pápa ellen egyes velencei nemesek ugyan merényletet terveztek, de ezt a dózse elfojtotta. Velence fényes diplomáciai diadalmenete négy nappal ezután kezdődött. Július 24-én a Szent Márk-bazilikában került sor a béketárgyalásokra. A dózse saját díszgályáján vitte a térre Frigyes császárt, aki a legenda szerint a dózse lovát kantáránál fogva vezette a bazilika kapujáig, ahol letérdelt Sándor előtt és megcsókolta annak lábát. Ezt követően Frigyes a következőt mondta: „Péter előtt, és nem előtted hajoltam meg.” Erre Sándor: „Előttem és Péter előtt.”

A békét végül augusztus 1-jén írták alá, de ezzel a város fényes vendégei még nem végeztek a dolgukkal. A császár és a pápa is még megvitatták az aquileiai és a gradói pátriárka jogait, és egyházuk területi határait. Ekkor öltötte magára végleges formáját Velence legnagyobb állami ünnepe. 1177 úrnapján a pápa eljegyezte a dózsét a tengerrel. Sándor egy megszentelt gyűrűt adott Ziani dózsénak. Ezt követően minden dózse minden év áldozócsütörtökjén megtartotta ezt az ünnepséget, és a nyílt tengerhez kihajózott a dózsék díszes gályáján, a Bucintorón, majd a következő szavakkal a tengerbe vetette a gyűrűt:
Ezt követően a díszes menet díszebéden vett részt, majd Lido szigetén szentmisét hallgattak meg. A köznép pedig két héten keresztül álarcos utcabált rendezett.

#### 13. század

##### A negyedik keresztes hadjárat
III. Ince pápa 1198-ban hirdette meg a negyedik keresztes hadjáratot, amely Velencét a leghatalmasabb európai politikai tényezők közé emelte. Pontosabban ennek főszereplője Enrico Dandolo dózse volt, aki hihetetlen diplomáciával és hadvezetéssel olyan vagyonhoz juttatta a városállamot, amelyet sehol a kontinensen nem látott még egy uralkodó sem. 

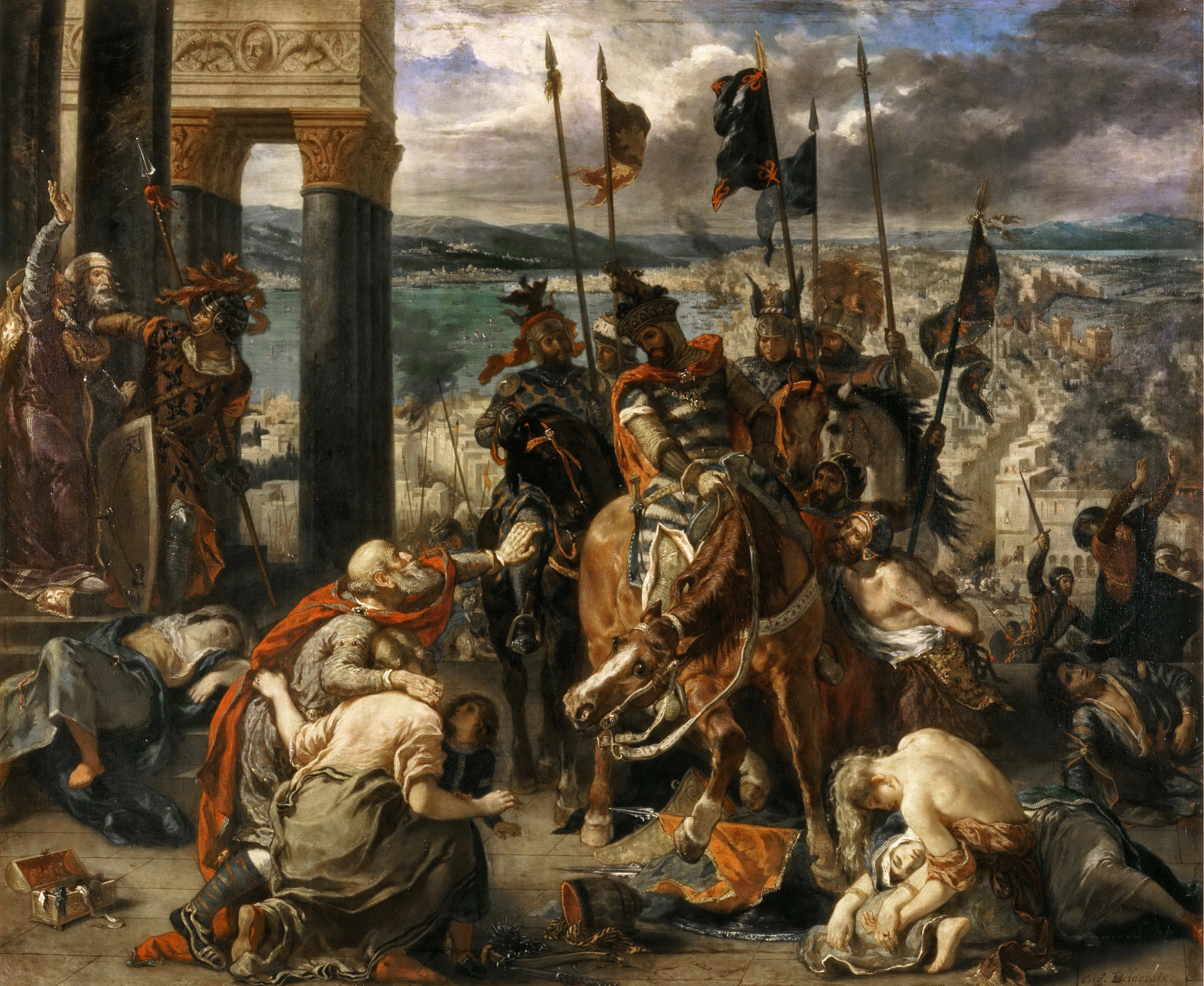
A keresztesek betörnek Konstantinápolyba

A pápa igyekezett megnyerni a szent ügynek Velencét, hiszen a Földközi-tenger medencéjének kitűnő ismerője volt, és ráadásul igen gazdag. A dózse azonban először nem akart aktívan részt venni a háborúban. Több európai uralkodó is felismerte, hogy tengeren olcsóbb és békésebb is az út a Szentföldig, ezért végül a Serenissima kitűnő üzletet kötött a keresztes hadak vezetőivel és a pápával. Mintegy kétszáz hajót szereltek fel a hatalmas keresztes sereg átszállítására, amelyért a dózse potom 85 ezer kölni márkát kért. Ugyan a kilencvenes éveiben járó Dandolo dózse Róma nyomására „kedvezményesen” állapította meg a viteldíjat, az 1202-ben Velencébe érkező hatalmas sereg azt sem tudta kifizetni. A vita sokáig húzódott, míg a dózsénak döntenie kellett, hiszen a fegyveres csőcselék már a város békéjét fenyegette. Ekkor pattant ki a dózse fejéből a zseniális ötlet:

A dózse vállalta a keresztes hadak szállítását az összegyűlt 34 ezer márkáért, de cserébe a keresztes hadakat felkérte, hogy segítsék a velencei flottát győzelemre a magyar kézen lévő Zára ostrománál. Sokan ellenkeztek, a pápa pedig ki is átkozta a dózsét, de végül az óriási sereg mindössze öt nap alatt bevette Zárát.
A keresztes seregek leghatalmasabb vezére, Montferrati Bonifác őrgróf távol maradt a harcoktól, de később mégis Zárában tárgyalt a velencei dózséval. A történelmi krónikák feljegyzései alapján a dalmát városban jelen volt még a nemrégiben trónjáról letaszított II. Izsák, bizánci császár gyermeke, a jogos trónkövetelő, Alexiosz Angelosz. Az elűzött herceg arra kérte a hatalmas flotta vezérét, hogy segítse őt vissza a trónra, és cserébe a keleti egyházat Róma alá helyezi, mesés jutalmat ad Velencének és a bizánci flottát a keresztes hadakhoz csatolja. A vonzó ajánlat vezetett Konstantinápoly ostromához. Valóban IV. Alexiosz néven trónra léphetett a herceg, de az üres kincstár miatt nem tudta teljesíteni ígéreteit. Pénzszerzési kísérletei pedig a nép dühét váltották ki, ezért Alexioszt elűzték trónjáról.

1204 áprilisában ezért a velencei flotta kegyetlen ostromot intézett a város ellen, amely hamarosan el is esett. A véres ostrom elborzasztotta a keresztény Európát.

##### A Latin Császárság
A harcok elültével megalapították a Latin Császárságot, amelynek élére I. Balduint nevezte ki a dózse. Velence megkaparintotta a birodalom közel felét, és a Latin Császárság is a dózse hűbérese lett. A legendák szerint mindössze egyetlen szavazaton múlott, hogy a köztársaság székhelyét nem helyezték át Konstantinápolyba. Velence birtoka lett Korfu, a dél-adriai partvidék és két moreai kikötő, Modon és Coron. ezen kívül több görög szigetet is uralmuk alatt tartottak, és Montferrat gróftól a dózse megvásárolta Kréta szigetét is. 

A területi gyarapodás hatalmas jelentőségű volt Velence történetében. Egyrészt a császárváros mesés kincseinek nagy része Velencébe hajózott át. Másrészt a konstantinápolyi velencei negyed kibővült és falakkal vették körbe. A velencei tulajdont itt törvény védte, és 1205-től kezdve minden olyan nemzetet kitiltottak a császárságból, amellyel Velence ellentétben állt. Ez leginkább Genovát és Pisát érintette. Velenceiek tölthették be a konstantinápolyi pátriárka hivatalát (Tommaso Morosini volt az első), és a Szent Zsófia-bazilika kanonoki székébe is velencei ülhetett.
A mérhetetlen fellendülést hamar megérezte a város, azonban nem tartott olyan sokáig. 1261. március 13-án a velenceiek által a bizánci trónról elűzött Palaiologosz család vissza akarta kapni trónját, és céljaiért szövetkezett Genovával, akinek szintén érdekében állt Velence bukása. Míg a kisebb genovai flotta Velence egyik fontos távol-keleti kolóniáját, Akkónt támadta meg, VIII. Mihály flottája elfoglalta Konstantinápolyt, elkobzott minden velencei vagyont, és ki is tiltotta őket birodalmából. Reniero Zeno dózse ugyan megtartotta a szigetvilágot, mégis nagy csapás volt a gazdag város megrendeléseinek kiesése a velencei gazdaság számára.

##### Harc Észak-Itáliáért
A 13. század egyik legjelentősebb folyamata volt, hogy a kiterjedt levantei birtokokkal és nyomasztó gazdasági fölénnyel rendelkező Velence gazdasági befolyása alá helyezze Itália viszonylag független kereskedővárosait. Az Adriai-tenger medencéjében ez létkérdés volt a városnak, így sorra megpróbálta hatalmába keríteni a közeli városokat. A politikai térképeken ugyan Velence valós hatalma nem látható, hiszen gyakran független államok is a köztársaság fennhatósága alatt működtek, de csak gazdaságilag. Politikai hatalmat a Serenissima sosem akart. Az itáliai városok pedig egymás közti viszályai miatt, és az egyre növekvő hatalmú közös ellenség, II. Frigyes birodalma miatt sohasem léptek egymással szövetségre Velence ellen.

A konfliktus leghamarabb a közeli Padovával robbant ki először. 1216-ban Padova megvádolta Velencét, hogy az tönkreteszi folyóinak torkolatát. A dózse követei pedig kijelentették, hogy Padova gátolja a kereskedelmet Veronával. A háború elkerülhetetlen volt, és a Padovával szövetkező Treviso elbukott, és közvetlenül Velence fennhatósága alá került, politikailag is.

Ferrara városával akkor szabadultak el az indulatok, mikor a város élére a ghibellinek pártjához tartozó Torello Salinguerra lépett. A császárpárti Ferrara korábban előnytelen szerződéseket volt kénytelen kötni Velencével, ezért amikor Frigyes seregei Ezzelino da Romana vezetésével elindultak, hogy elfoglalják Itáliát, Ferrara is csatlakozott a császárhoz. Velence birtokait is elfoglalta Ezzelino, ezért a város gyors szövetséget kötött a Pápai Állammal, Bolognával, Ravennával, Mantovával és Trevisóval, majd 1240-ben elfoglalta Ferrarát.

Bologna 1270-ben kezdett háborút a Serenissima ellen, hiszen a város kereskedői ki akartak jutni a tengerhez, és Velence vetélytársaként akartak fellépni. Mivel Bolognának a part birtoklásához el kellett volna foglalnia Ravennát is, Ravenna szövetségre lépett a dózséval, és vállalta az előnytelen gazdasági szerződést is. A háború Bologna vereségével végződött, így Velence két legyet ütött egy csapásra.

Ancona mindig igyekezett borsot törni a velencei kereskedelem orra alá, hiszen ez a város is az Adria partján feküdt. De sem az 1208-as szövetség, sem az 1230-as nem vezetett eredményre, sőt, Ancona közvetlen környezete, így Rimini és Fermo is önként csatlakozott a Velencei Köztársasághoz. A város így elszigetelődött, és lassan a Serenissima befolyása alá került.

##### II. Frigyes uralma
Amikor 1212-ben II. Frigyes a Német-római Birodalom élére állt, személyében egy rendkívül ambiciózus császár foglalta el a trónt. Frigyes meg akarta erősíteni a Szent Birodalom alappilléreit, amely nem csupán a pápa hatalmának visszaszorításából állt, hanem Itália elfoglalásából is. A történelem Frigyest az utolsó invesztitúraharcokhoz kapcsolja. A Velence gazdasági elnyomását egyre kevésbé toleráló lombard városok szövetségre léptek a császárral a köztársaság ellen. Ezzelino da Romano 1239-ben ki is robbantotta a háborút, és elfoglalta a Serenissimától Padovát és Trevisot. Jacopo Tiepolo dózse IX. Gergely pápával kötött szövetséget az erős ellenfél ellen. Akkoriban a Vatikán Genovával is hasonló szövetségben állt, ezért a három erős állam próbált gátat vetni Frigyes és az itáliai városállamok támadásának. 1240-ben a német flotta elbukott, majd a császárhű Ferrara is velencei kézre került. A veszteségért Frigyes bosszút akart állni, ezért ott tett keresztbe a Serenissimának, ahol csak tudott. Támogatta Magyarországot Zára ostrománál, lázította a velencei gyarmatokat. 1250-es halálával azonban a birodalom jó időre meggyengült, és nem jelentett fenyegetést Itáliára.

##### Dalmácia és Isztria
A 13. század is háborúkkal terhes korszakot jelentett mind Dalmácia mind Isztria partjainál. A dalmát területek és főképp annak kulcsa, Zára többször is elszakadt Velencétől, és a vetélytárs magyar uralkodóhoz került. IV. Béla 1242-ben az országán végigsöprő tatárok támadása miatt Trau várában talált menedéket, közel Velence birtokaihoz. Zára lázadásához a magyar uralkodó segítségét kérte, és így hamarosan sikerült elűzni a velenceieket. Reniero Zeno dózse azonban flottájával rövidesen visszafoglalta a várost. A tatárjárás utáni újjáépítések lekötötték a magyar korona erőit, ezért a században jelentősebb küzdelmekre nem került sor.

A Magyarországgal való békeidők azonban éppen elég háborút szültek Isztriában. Itt a Serenissima leginkább az aquileiai pátriárka, közvetetten pedig a Német-római Birodalom ellen igyekezett tartani területeit. 1239-ben a Frigyes által kirobbantott itáliai háborúban Aquileia elfoglalta az isztriai városok nagy részét. Az aquileiai egyház élén álló Berthold von Andechs pátriárka igen jó hadvezérnek is bizonyult, ugyanis felváltva birtokolták sokáig az isztriai városokat. A pátriárka halálát követően rövidesen Frigyes is meghalt, és az új főpap, Gregorio di Montelongo már nehezebben tudta fenntartani uralmát Isztriában. 1269-ben Gregorio pátriárka is meghalt, és a meggyengült Aquileiától 1280-ig minden korábbi területet visszafoglalt a Serenissima. A harcok azonban nem értek véget, ugyanis Albert, Görz grófja igényt tartott a területekre. A harcok elültével Isztria belső részei a gróf kezébe kerültek.

##### Az első genovai háború

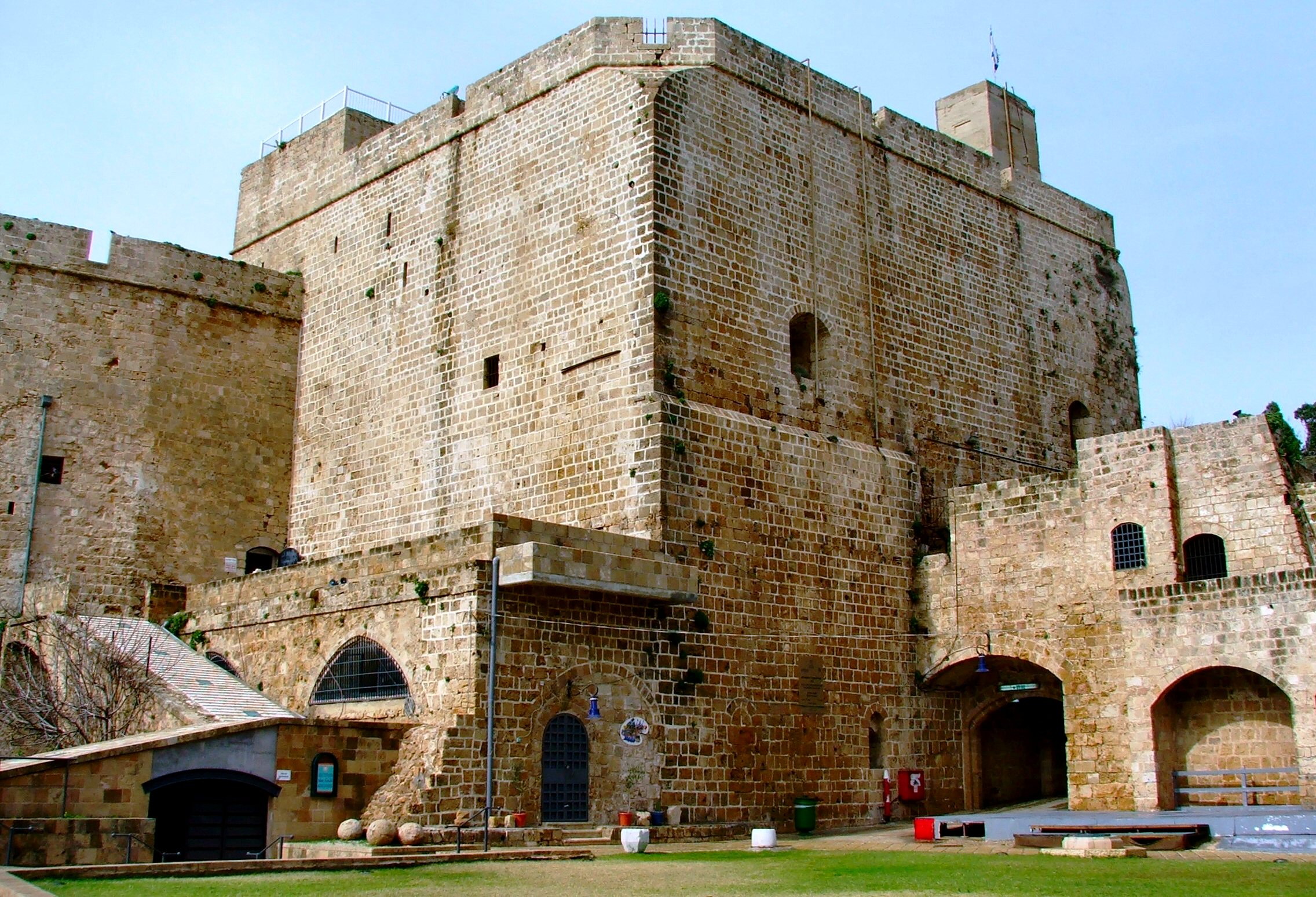
Akkón kapuja

Itália két leggazdagabb városállama a levantei kereskedelem megszületése óta ellentétben állt egymással. A Földközi-tenger medencéjét mindkettő igyekezett saját kereskedelmi céljainak kihasználni. A háború mindössze idő kérdése volt, amelyet a Frigyes jelentette veszély kissé elodázott. 1257 nyarán végül kitört az első háború Genova és Velence között. A casus belli a Palesztina kulcsaként is emlegetett Akkón városában tört ki. A városban lévő velencei és genovai kereskedelmi negyedek határán állt egy kolostor, a San Saba-kolostor, amelynek hovatartozása vitatott volt. A genovaiak elfoglalták a kolostort, és a velencei negyed egy részét is. Genova ezen felül szövetségre lépett Philipp Monfort-ral, Türosz urával, aki kiűzte városából a velenceieket. A velencei diplomácia azonban már régen előkészítette a háború alapjait. A Serenissimának szövetségese volt Szicília, Pisa, a szíriai városok, a jeruzsálemi pátriárka valamint a német és a francia lovagrend is. A Lorenzo Tiepolo admirális vezette velencei flotta ezért könnyedén szétzúzta a genovai hajóhadat 1258. június 24-én Akkón előtt. 

Genova a vereség hatására szövetséges után nézett, és így talált rá Palaiologosz Mihályra, aki a bizánci trón jogos örököseként igényt tartott a velenceiek által birtokolt Konstantinápolyra és a Latin Császárságra. Mivel Mihály nikaiai császár volt, neki serege volt, Genovának pedig hajója. 1261-ben a Nümphaionban megkötött szövetség elfoglalta Konstantinápolyt, és véget vetett a Latin Császárságnak. Velence hatalmas gazdasági csapásként élte meg a bizánci területek elvesztését, és hiába vívott diadalmas háborúkat Genova ellen, elvesztett területeit már nem tudta visszaszerezni. 1268-ban végül a dózse békét kötött VIII. Mihállyal, aki nem engedett semmiféle kereskedelmi jogot Velencének, de garantálta az égei-tengeri birtokainak biztonságát. 1273-ban Velence és Genova is megkötötte békéjét, azonban a két városállam közti ellentétek még fennmaradtak.

##### A második genovai háború
Az ellentétek pedig húsz évvel később ismét fellángoltak. 1294. május 28-án csaptak össze először a két város flottái. Laiazzo partjainál a genovaiak súlyos vereséget mértek Marco Baseggio velencei hadára. VIII. Bonifác pápa hiába próbálta békére inteni őket, a háborút mindkét fél folytatni akarta. A velencei kudarc után közel négy éven keresztül nem került sor jelentősebb összecsapásra. Mindkét fél inkább egyoldalú támadásokkal próbálta megnehezíteni a másik dolgát. Genova például 1296-ban felperzselte Krétát, mire Velence elfoglalta a kis-ázsiai Foggiát és felégette Perát is.

1298 szeptemberében Korčula szigeténél csapott össze a két város flottája, és ezúttal is Genova arathatott diadalt, és a velencei tengernagy, Andrea Dandolo is fogságba esett, majd meg is halt. A háború felőrölte mindkét fél erejét, így 1299. május 25-én a két város békét kötött. Velence tulajdonképpen alig veszített valamit kereskedelmi jogaiból, aminek legfőbb oka az volt, hogy Genova annyira kifulladt, hogy nem lett volna képes érvényesíteni hatalmát az esetleg elragadott területeken.

#### 14. század

##### Harcok Ferraraért
A 14. század több fontos kérdésben döntött Velence sorsáról. A század elején a Serenissima nyugtázhatta, hogy új fejezet kezdődik történelmében. Ugyan levantei befolyási területei a Genovával folytatott háborúk során megcsappantak, az 1301-ben kihaló Árpád-ház és az azt követő interregnum tartós békét hozott Dalmáciában és a szétforgácsolt Német-római Birodalom sem jelentett immár veszélyt. Azonban Itáliában igen sok ellensége volt a Serenissimának. Ezek közül az Egyházi Állam volt a legbefolyásosabb. 

1308-ban meghalt Ferrara őrgrófja, VIII. Azzo d'Este és annak helyét ketten is megpróbálták elfoglalni. Velence Azzo gyermeke, Fresco mellé állt, azonban Padova és Róma a néhai őrgróf vejét, Francescot támogatta. V. Kelemen pápa szövetségesei elűzték Frescot a városból, mire Szent Márk köztársasága elfoglalta a Ferrara fölötti hatalom biztosítékát jelentő Tedaldo-erődöt. A pápa ugyan kénytelen volt visszavonulni, de egyházi átokkal sújtotta Pietro Gradenigo dózsét. Az átok azonban hatástalan volt, de Kelemen nem adta fel a küzdelmet, és 1309. március 27-én az In omnem kezdetű bullájában minden tőle telhető átkot a dózséra mért, és májusban keresztes hadjáratot hirdetett a Serenissima ellen. Ezt már nem kellett kétszer mondani a Velence elnyomása miatt szenvedő itáliai városoknak. Padova mellett Bologna, Ravenna és Cervia is fegyvert ragadott a köztársaság ellen, és 1309. augusztus 28-án vereséget mértek a velencei seregre. Ezután Ferrara népszavazásban csatlakozott a Pápai Államhoz.

Az egyházi átok olyan hatásos volt, hogy Velence szinte teljesen egyedül maradt Itáliában. 1309-ben már Aquileia és Zára is fellázadt a dózse ellen. A velencei diplomácia kerekei azonnal mozgásba lendültek, és igyekeztek meggyőzni a pápát az átok visszavonásáról. Az időközben Avignonba költöztetett Kelemen csak akkor vált meggyőzhetővé, amikor a velencei diplomaták megnyerték ügyüknek VII. Henrik, német-római császárt és IV. Fülöp, francia királyt. 1312-ben a pápa hajlandó volt fogadni Velence követeit, és végül miután a Serenissima százezer arany kártérítést fizetett Ferrarának, és a dózse lánccal a nyakában kért bocsánatot a pápától, 1313. január 26-án a Szentszék feloldotta átkait a köztársaságról.

##### Tiepolo-összeesküvés
Miközben Pietro Gradenigo dózse a ferrarai harcokkal volt elfoglalva Velence közéletében az egyik legnagyobb belső konfliktus bontakozott ki. A város két pártra oszlott. Az egyiket az uralkodó Gradenigo család vezette, míg a másik oldalon a város több nagy nemesi családja is felsorakozott. A Tiepolo, Quirini, Badoer, Baseggio és Barozzi családok hatalomváltást akartak a Serenissima élén, ugyanis úgy érezték, hogy őket egyre inkább kiszorítják a hatalomból. A lázadás alapját a népre is igyekeztek kiterjeszteni, és a ferrarai kudarcok nyomán sikerült is támogatókat szerezni az elszegényedett nemesek, azaz a barnabottik körében és az Arzenál munkásai között. Badoero Badoer pedig padovai származása miatt hamar meg tudott állapodni a város flottájával, amely szintén segítette volna a dózse elmozdítását. 1310. június 15-én Baiamonte Tiepolo embereivel a Rialtonál kezdte a felkelést, Marco Quirini a Szent Márk-térnél, és a tervek szerint a Dózse-palota előtt találkoznak Badoer flottájával.

De a padovai árulás valamint a Signori di notte nevű állami titkosszolgálat kémkedései miatt az összeesküvés fényre került. A palotát felkészítették az ostromra, az Arzenál hajómunkásait bezárták a gyárakba, és üzentek a chioggiai helyőrségnek is. A viharos időjárás miatt Badoer elkésett, és mire odaért a szárazföldi seregeket a dózse túlereje már lefegyverezte. Marco Quirini és gyermeke a harcokban lelte halálát, Baiamonte Tiepolo családjával együtt elmenekült Velencéből, míg Badoert vérpadra küldték, amint több részt vevő kisebb nemest is. A három lázadó család nevét mindörökre kitörölték a velencei nemesek sorából. Az összeesküvés elfojtása után több pletyka is elindult, miszerint Velence több nagy nemesi családja is részt vett a szervezésben. A dózse ennek kivizsgálására állította fel a Tízek Tanácsát, amely a későbbiekben a köztársaság legrettegettebb intézményévé vált.

##### A veronai háború
Verona városa egészen 1336-ig baráti viszonyt ápolt a Serenissimával. A della Scala család irányította város Itália középső részén aktív hódító politikát folytatott, és az ő politikai uralma alá került Padova, Treviso, Vicenza és még egy sor város. A város irányítója és nagy hódítója, Cangrande della Scala volt, akit Velence díszpolgárává is fogadott. A kapcsolatok Cangrande halála után romlottak meg, ugyanis a hercegi címet Mastino della Scala vette fel, aki folytatni akarta elődje dicső hódításait. Ennek első célpontja nem titkolt módon Lucca és Firenze volt. A háborúhoz pénzre volt szüksége, ezért a Pó-folyó torkolatába erődöt emelt, amely lefölözte a folyón zajló kereskedelmet. Mastino meggondolatlan tette Veronára irányította Velence haragját. A tárgyalások eredménytelenek maradtak, és 1336. május 26-án kitört a veronai háború, amely egyben a kezdetét jelentette Velence szárazföldi birtokszerzéseinek.
A Serenissima diplomácia az ilyenkor már megszokott szövetséges rendszert gyorsan kiépítette. Velence oldalán harcolt Firenze, Lucca, Bologna valamint Görz és Tirol grófjai. Verona maga mellé állította Milánót, Mantovát, Ferrarát és a pápát is. Az első összecsapásokban Velence elfoglalta Trevisot, majd december 3-án Padovát is, amely szintén csatlakozott a köztársasághoz. Egymás után estek el a veronai városok, míg 1338-ra Verona alá ért a velencei sereg. 1339. január 24-én Verona kénytelen volt békét kötni. Treviso immár politikailag is Velence uralma alá került, amely az első részlete volt a Serenissima Terra Ferma birtokainak. Mastino halála után maga Verona is Velence gazdasági hatalma alá került, és 1406-ban végleg a köztársaság uralma alá került. Padovában még inkább erősödött a velencei befolyás, bár egyelőre még mindig "csak" gazdasági fennhatóságról volt szó.

##### Nagy Lajos és Velence
Velence a XIV. században egyik legnagyobb harcát a szomszédos Magyarország ellen vívta. A két hatalom vetélkedése Dalmáciáért immár több évszázada tartott. Amikor az Árpád-ház 1301-ben kihalt, a Serenissima egy időre fellélegezhetett a magyar seregek sorozatos zaklatása felől. Sőt Károly Róbert uralkodása alatt Velencének még bővítenie is sikerült a dalmát birtokokat, ugyanis a Magyarországot uraló oligarchák igen kegyetlen feltételekkel uralkodtak a Tengermelléken, így Trau és Nin önként átpártolt Velence fennhatóságához. Amikor Károly hatalma megszilárdult Zára birtoklásáért már harcok kezdődtek, de ezek még nem jelentettek komoly veszélyt a Serenissimának.

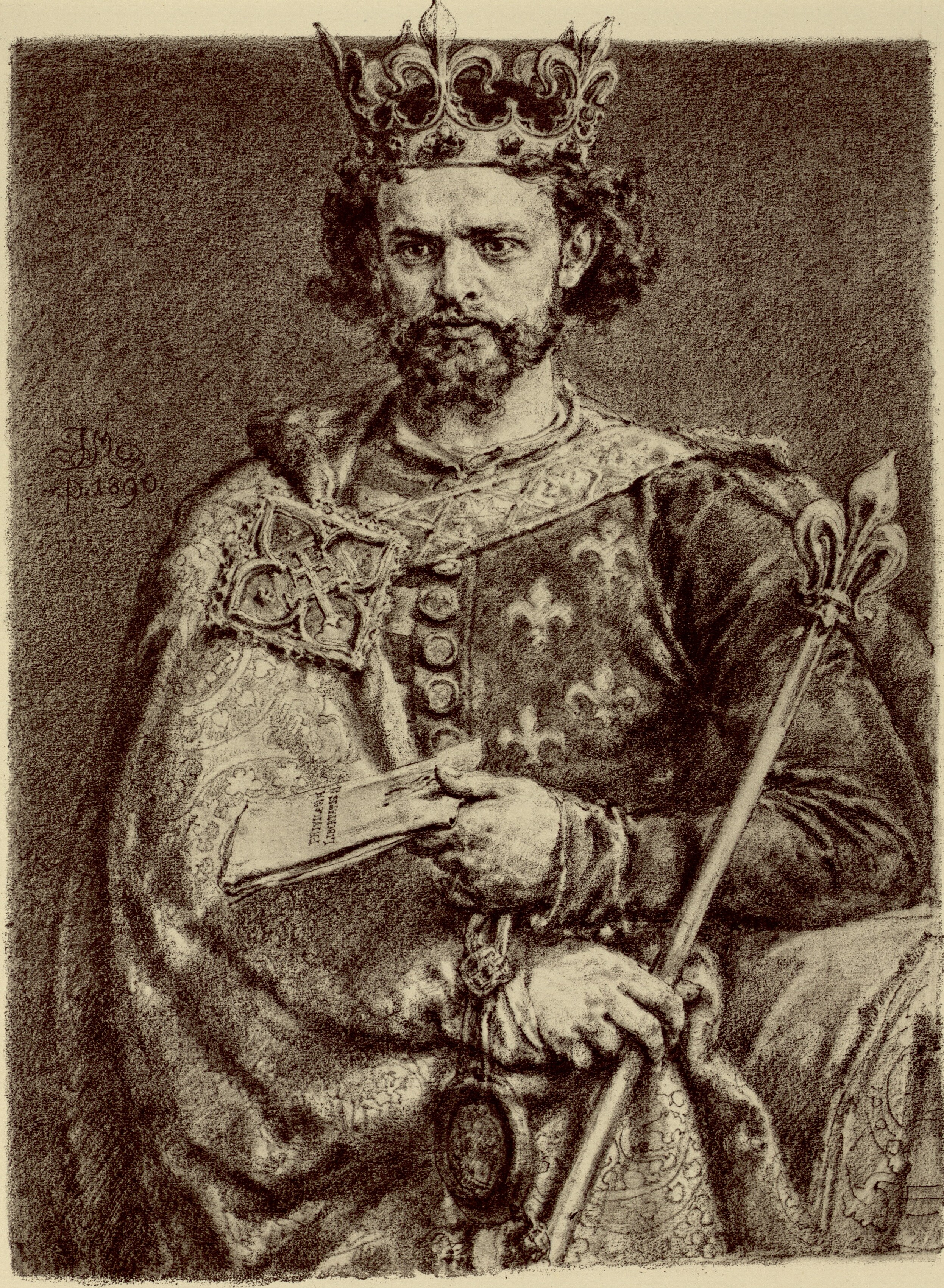
Nagy Lajos

1342-ben Károly halála után energikus gyermeke, Nagy Lajos foglalta el a magyar trónt. Lajos nagyratörő tervei között szerepelt Dalmácia meghódítása is, és ezáltal Magyarországot tengeri hatalommá akarta tenni. 1345-ben indultak meg a magyar seregek Zára felé, amely segítségéről biztosította Lajost. Velence hatalmas seregének azonban sikerült megvesztegetnie a magyar seregek vezetőit, így azok magára hagyták Zárát. Lajost felbőszítették a sikertelenségről szóló hírek, de visszavágni már nem tudott, ugyanis Nápoly trónján ekkor gyilkolták meg Lajos öccsét Andrást. Az uralkodó bosszúhadjáratot indított Itáliába, és követeit Velencébe küldte, hogy támogatást kérjen hadjáratához. A dózse azonban jó kapcsolatokat akart fenntartani Nápollyal, ezért nem segített Lajosnak. A köztársaság azonban más irányba terelve a szót, negyvenezer dukátot ajánlott fel Lajosnak, ha az örökre lemond Záráról és még húszezret ha egész Dalmáciáról lemond.
Lajos úgy érezte megsértették, és dühében százezres sereggel indult Zára ellen. A velenceiek gyorsan százezerre javították korábbi ígéretüket, de a háború elkerülhetetlen volt. 1346. június 25-én megkezdődött az ostrom, és július elején Velencének sikerült visszaszorítania a magyar hadakat. Lajos a nápolyi hadjárat eseményei miatt időközben elutazott. Szent Márk köztársasága mindenesetre tanult az ostromból, minden igyekezetével baráti viszonyt akart kialakítani Lajos országával. De az Anjou-ház uralkodója hajthatatlan volt, sohasem egyezkedett a velencei követekkel. 1348-ban végül fegyverszünetet kötött a két állam, amelyet azonban sohasem tartottak be. Lajos seregei többször is zaklatták a dalmát városokat. A nyolcéves békét Lajos annyira nem tartotta meghatározónak, hogy 1350-ben szövetségre lépett Genovával, és hajókat rendelt tőle az Adriára, majd szerződést kötött a kereskedővárossal Velence elpusztítására. A Serenissima diplomáciájának két évre volt szüksége, hogy lebeszélje Genovát a támadásról. Lajos azonban nem tett le Velence elleni terveiről, és 1356-ban két fronton is megtámadta a köztársaságot.

A Dalmáciában és Itáliában felsorakozó seregek létszámát tekintve a dózse igyekezett békét kötni a királlyal. De Lajos nem fogadta a velencei követeket. Lajos a Terra Fermán dúló harcokat vezette, és már megjelenésekor elesett Treviso környéke. Hamarosan Padova is magyar kézre került, ugyanis a város vezetője, Francesco da Carrara elfogadta Lajos szövetségét. Ekkor romlott meg véglegesen Velence és Padova viszonya. Ugyan Treviso mindvégig kitartott, a pápa nyomására öt hónapos békét kötött a két hatalom. Ezalatt a velencei és magyar követek egymást váltva igyekeztek megállapodni. 1357 áprilisára végül elfogyott Lajos türelme, ugyanis Velence ugyan egész Dalmáciát átengedte volna, nem volt hajlandó lemondani Záráról és Nináról, valamint a százezer dukátos hadikárpótlásból is csak negyvenezret tartott jogosnak.
A nyári hadjárat során Lajos hadai sorra foglalták el a dalmát városokat. Először Trau, majd Spalato és Nin is magyar kézre került. Szeptember 17-én a magyar seregek Zárát is elfoglalták. 1358. február 18-án Velence kénytelen volt elfogadni a Magyarország diktálta békefeltételeket. Ezek alapján a Serenissima átengedte egész Dalmáciát és a szigetvilágot, és a dózse lemondott Dalmácia és Horvátország hercege címéről. Cserébe Lajos kivonult a Terra Fermáról, és biztosította Velence kereskedelmi jogait Dalmáciában. Lajos gondolt Padovára is, és a békében kikötötte, hogy amennyiben a dózse rátámadna Carrara városára, a magyar sereg segítséget küld Padovának. A hatalmas kudarc után Velence igyekezett jó kapcsolatokat építeni a szomszédos Magyarországgal, azonban Lajos még ekkor is hajthatatlan volt.

##### Oszmánok elleni szövetség
A Serenissima kereskedelme a területi veszteségek és a kapcsolatok megromása miatt hanyatlani látszott. A Szentföld lassan egy új hatalom kezébe került, méghozzá az oszmánok hatalma terjedt ki lassan a Közel-Keletre. Az egyetlen kiút a gazdasági pangásból Bizánc volt. A Genovával vívott háború óta a császár semmiféle alkuba nem ment bele Velencével, és az ellenséges kereskedőváros egyre jobban el tudta nyomni a köztársaság kereskedőit. De Genova nemcsak a velenceieknek volt terhes, hanem lassan a bizánci császárnak is egyre több gondot jelentett. 1324 októberében aztán II. Andronikosz császár szövetséget kötött Velencével, és fellépett a genovaiak túlkapásai ellen. A császár újra szabaddá tette a fekete-tengeri kereskedelmet. Andronikosznak azonban más oka is volt megbékélni Velencével. A birodalom keleti végeit ugyanis az oszmán hadak támadták, és I. Orkhán szultán még Nikaiát is megszerezte. A tengereket pedig kalózok lepték el. Az iszlám rablók ellen 1332-ben szövetség alakult, méghozzá a pápa kezdeményezésére. Az oszmánok ellen Bizánc, Velence és a Rodoszon működő johannita lovagok fogtak össze. Később Ciprus és Franciaország is csatlakozott a szövetséghez. Azonban komolyabb eredményeket csak 1344-ben értek el, amikor elfoglalták az oszmánoktól Szmirna városát. A harcok 1348-ig elhúzódtak, de a végső békekötés semmi eredményt nem hozott a szövetség számára.

##### A harmadik genovai háború
Mióta csak legutoljára békét kötött a két tengeri hatalom, Velence és Genova között újra fellángoltak az ellentétek. A háború 1350-ben robbant ki immár harmadjára. A harcokat közvetlenül kiváltó ok az volt, hogy Genova a bizánci császár parancsa ellenére nem engedte át a velencei hajókat a Boszporuszon a Fekete-tenger felé. A Serenissima szövetségre lépett Aragóniával és Bizánccal, majd Velencéből elindult a flotta Genova ellen. Elsőként Negroponte partjainál ütközött meg a két város hadereje, amelyből ugyan Velence került ki győztesen, mégsem sikerült a kívánt eredményt elérni.

1352. február 13-án került sor az első igazán komoly összecsapásra. A szövetséges flotta és az oszmánok által segített genovai flotta igen véres csatát vívott egymással, amelyben mindkét félnek akkora veszteségei lettek, hogy végül döntetlen maradt a háború. A csatában a velencei admirális, Pancrazio Giustiniani is halálát lelte. A szörnyű öldöklés után V. János, bizánci császár kivált a szövetségből, de kárpótlásul húsz ezer dukátért átadta Velencének a Tenedosz-szigetet, amely a Dardanellák stratégiai pontja volt. Genova igyekezett megszerezni I. Lajos magyar királyt szövetségesül, de Lajos túlságosan el volt foglalva lengyelországi és szerbiai háborúival. Így 1353. augusztus 27-én a magára maradt Genova hatalmas vereséget szenvedett Szicília nyugati partjainál az egyesült velencei-aragóniai flottától. 

Genova azonban nem adta fel, és Milánót kérte szövetségesének. Erre válaszul Velence szinte egész Itáliát fellázította a város ellen. Visconti bíboros, Milánó feje Petrarcát küldte követeként Velencébe, de még így sem sikerült békét elérnie. Míg a velencei flotta igyekezett megtalálni a genovaiakat a Tirrén-tengeren, hogy pontot tegyen a háborúra, a Pagano Doria vezette genovaiak megkerülték a Serenissima hajóhadát, és az Adriára behatolva már magát Velencét fenyegették. A két flotta végül a Peloponnészosz-félsziget partjainál csapott össze, ahol Doria flottája nyert. A háborút végül 1355. január 8-án zárták le egy olyan békével, amely megismételte az 1299-ben kötött békét. Tulajdonképpen igazi megoldásokat ez sem hozott.

##### Marino Falier dózse uralma

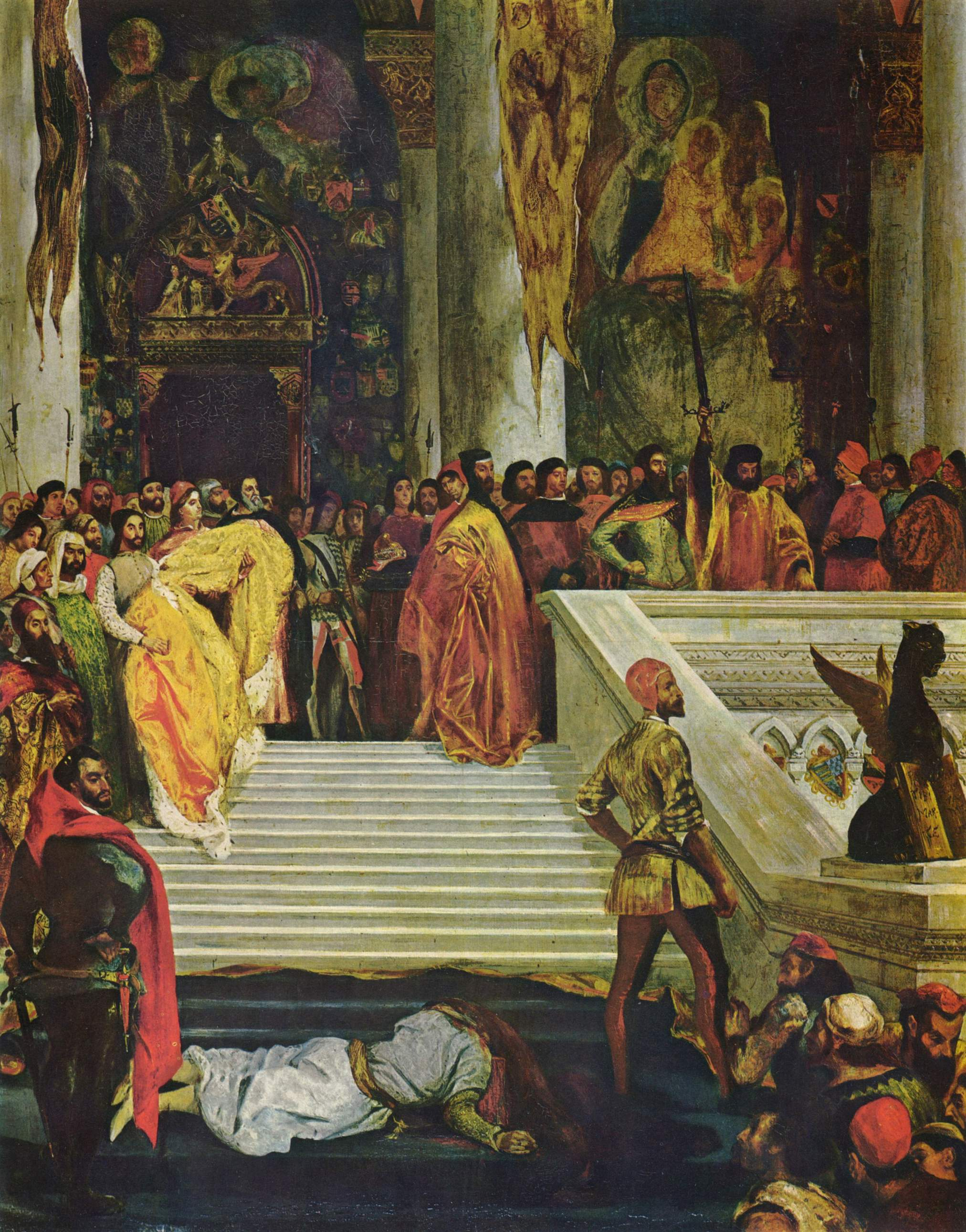
Marino Faliero dózse lefejezése

A 14. század egyik legnagyobb belpolitikai eseménye a Serenissima hatvanadik dózséjához, Marino Falierhoz köthető. A nyolcvanévesen megválasztott nemes Velence legtiszteletreméltóbb személyeinek egyike volt. Faliero többször is igen fontos pozíciót töltött be a köztársaság hivatali rendszerében, és külföldön is többször képviselte hazája érdekeit. Nevéhez a Tiepolok lázadása után a legnagyobb árulás kötődik a velencei történelemben. A dózse a nép száján fennmaradt szóbeszéd szerint megelégelte a nemesek túlkapásait, és alapjaiban akarta megváltoztatni a köztársaság jogrendjét. Ezt egy gúnyvers váltotta ki belőle, amelyet Michele Steno, a Serenissima későbbi dózséja vésett fel a dózse székére. Ez állt rajta: "Marino Faliernek van szép felesége: Ő tartja el, s mások mulatoznak véle." A felségsértést a családi kapcsolatai miatt enyhe büntetéssel megúszta Steno. 

A valós helyzet nem eshetett messze a szóbeszédtől, de sokkal összetettebb volt. Történelmi tény, hogy a dózse valóban meg akarta változtatni a köztársaság jogi intézményeit. Hatalmi hátterét a köznép adta meg, amely támogatta volna egy béketeremtő uralkodó törekvéseit. A háborúk és a veszteségek nagyrészt az arisztokráciának lettek felróva, és egy kimondatlan szerződésben Faliero dózse a békét ajánlotta a népnek támogatásáért cserébe. Mivel a hivatalos dokumentumokat bosszúból megsemmisítették, csak következtetni lehet arra, hogy a dózse valószínűleg a hatalmi korlátokat akarta megbontani. Faliero 1354. szeptember 11-én foglalta el a trónt, és április 16-án akarta átvenni a hatalmat. Úgy tervezte, hogy egy állítólagos genovai támadás miatt összehívja a Nagytanácsot, és az összegyűlt nemeseket rákényszerítik az új rendszer elfogadására. De a Tízek Tanácsa fényt derített a dózse terveire, és azt árulásnak kiáltotta ki. Már április 6-án bebörtönözték az összeesküvés résztvevőit. Tíz nemest a Dózse-palota ablakaiban akasztottak fel, többen életfogytig tartó börtönbüntetést kaptak és volt, akit száműztek. Mindezek után került sor a dózse perére, amelynek végén a Tízek Tanácsa államcsíny szervezésében, fegyveres felkelés előkészítésében, idegen hatalmakkal való szövetkezésben és az államrend megbontásában vétkesnek találta Falierot, akit hivatalvesztésre és halálra ítélt a tanács. Az ítéletet 1355. április 17-én hajtották végre ugyanazon a lépcsőn, amelyen nem régen dózséva tették meg Falierot. Ezek után a dózse özvegyétől még tízezer dukát kártérítést koboztak el, majd 1366-ban a Nagy Tanácsteremben található dózse-arcképcsarnokból leszedték Marino Faliero arcképét, és helyét egy fekete lepellel pótolták. Ez még ma is látható a teremben, és rajta a felirat: "Hic est locus Marini Faletri, decapitati pro criminibus." Azaz: "Itt a helye Marino Faliernek, aki bűnei miatt lefejeztetett".

##### Kréta lázadása
Az oszmán térhódítás és Genova növekvő levantei hatalma visszaszorították Velence kereskedelmi pozícióit. Az Égei-tengeren meggyengült köztársaság ellen ez adta a kezdő lökést Velence legnagyobb gyarmatának, Krétának a lázadására. A Serenissima igen elnyomó politikát alkalmazott Krétával szemben, és gyakorlatilag a velencei kereskedők gazdagodása és előnyös kereskedelme miatt tartották fenn ezt a gyarmatot. A krétaiak lázadoztak az elnyomás ellen, és az ellen, hogy a sziget nem fejlődött semmit az elmúlt években. A korábbiakban lezajlott lázadásoktól eltérően, most a krétai velencei nemesek is a lázongók közé álltak, és 1363. augusztus 9-én kirobbantották a sziget függetlenségi harcát. A harcok élére Marco Gradenigo, Tito Venier és a krétai Kalerges fivérek álltak. A harcok kirobbanásakor börtönbe vetették Lionardo Dandolo herceget és egész hivatalnoki karát, majd Marco Gradenigót választották meg a sziget hercegének. A helytartósági épületről levonták a velencei lobogót, és a nemzeti színeket húzták fel helyére. 

A lázadás azonban napokkal kirobbanása után elbukott. Ennek az volt az oka, hogy Európában minden hatalom semleges maradt a kérdést illetően. Még Genova és Magyarország is, amelyek ekkoriban hadban álltak Velencével. Így a velencei flotta teljes erejével a szigetre koncentrálhatott. A Serenissima hajóinak partot érése után három nappal elbukott a sziget fővárosa, Candia, és Marco Gradenigot társaival együtt Velencébe szállították, ahol lefejezték őket. Kréta teljes területét 1367. április 13-án sikerült újra velencei hatalom alá vonni.

##### A padovai háború
Padova és a Serenissima kapcsolata már régóta igen kényes békén nyugszik, és a század folyamán egyre jobban elmérgesedett. 1372-ben egy határvitánál végül fegyveres konfliktus bontakozott ki a két itáliai város között, amely valójában Magyarország és Velence háborúja volt. Az 1358-ban kötött béke értelmében Nagy Lajos, magyar király garantálta Francesco da Carrara, padovai vezető védelmét, amennyiben a velenceiek megtámadnák a várost. Év végén a Himfi Benedek bán vezette magyar hadak megütköztek a velencei seregekkel, és a háború első csatáját megnyerték. Januárban Czudar György parancsnoksága alatt a seregek végigpusztították a trevisoi tartományt, és ekkorra az egyik legkegyetlenebb háború kezdett körvonalazódni Észak-Itáliában. Mindkét fél rendkívüli kegyetlenséggel bánt az ellenséggel. Velencében több foglyul ejtett magyar katonát is megnyúztak, mire válaszul a magyar seregek mindenkit kiirtottak egy sor velencei uralom alatt álló faluban. 1373 májusában Himfit Lackfi István, erdélyi vajda váltotta fel. Seregéhez az esztergomi érsek is csatlakozott, amire különösen nagy szükség volt, ugyanis a kifulladó velencei hadak segítségére sietett az Oszmán Birodalom, amely 5000 fővel támogatta a velenceieket. Végül a július 1-jén sorra került döntő ütközetben Lackfi serege vereséget szenvedett. Carrara kénytelen volt békét kötnie Velencével, elismerve annak győzelmét és felsőbbségét. A Serenissima a magyarok támogatása miatt mégsem tudott jelentősebb eredményeket elérni Padovában.

##### A chioggiai háború
Az 1378-ban kitört háború Velence fennállásának egyik legfontosabb háborúja volt, amely a köztársaság történelmében fordulóponthoz vezetett. A 14. század utolsó jelentős eseménye tulajdonképpen magába foglalta az egész század ellenségeskedéseit. A chioggiai háborút a Serenissima legnagyobb ellenfelei indították, azzal a nem titkolt céllal, hogy örökre eltöröljék Velencét Európa térképéről. Nagy Lajos, magyar király a dalmát uralom megszilárdítása érdekében, és adriai hegemóniája érdekében akart háborút indítani Velence ellen. 1378. február 16-án Magyarország szövetséget kötött Genovával, amely a Dardanellák feletti uralmat biztosító Tenedosz-sziget velencei birtokát akarta megkaparintani, és végre eldönteni a kereskedelmi elsőbbséget a levantei területeken. március 23-án Padova is szövetségre lépett Lajos országával, hiszen Carrarát bosszú vezérelte az alig öt évvel azelőtt elszenvedett vereségért. Aquileia pedig már több mint két éve szövetségben volt a magyar uralkodóval, hiszen a pátriárka az Isztria feletti uralmat akarta megszerezni. Velence mindössze Milánó urát, Bernabo Viscontit sikerült szövetségesül megnyernie.
A háború első felvonása a Tirrén-tengeren zajlott le. A genovai és velencei flotta első ütközete a viharos tengeren a Serenissima győzelmével végződött. A velencei hajóhad tengernagya Vettore Pisani volt, helyettese pedig Carlo Zeno. A dicső győzelem után Pisani az itáliai vizek felügyelője lett, míg Zeno a másik fontos vízi hadszíntérre, a görög szigetvilágba hajózott a flotta egy részével.
De az igazi háború csak 1378. június 14-én indult el, amikor Magyarország és szövetségesei hadat üzentek Velencének. A magyar csapatok azonnal ostrom alá vették Trevisót, és Carrara seregével egyesülve hamarosan Velence szárazföldi hídállását, Mestre városát is ellenőrzésük alá vonták. Ezzel a Serenissima teljesen el lett vágva a szárazföldtől. A genovai hajók Lajos engedelmével a magyar birtokban lévő dalmát városokban alakították ki bázisukat, és Luciano Doria genovai admirális vezetésével lassan az egész Adria felé kiterjesztette hatalmát. 1379. május 5-én Póla városánál Doria és Pisani flottája döntő ütközetre szánta el magát. A velencei tengernagy ugyan jelezte a Szenátusnak, hogy nem megfelelő az alkalom, a kormány mégis kötelezte Pisanit a harcra. A genovaiak hatalmas vereséget mértek a velenceiekre. A győzelem ellenére Luciano Doria admirális elesett a harcokban, és helyét Pietro Doria tengernagy vette át, aki egészen a velencei lagúnáig vezette a genovai hajóhadat. A Lido-szigetnél horgonyzó flotta nem tudott átvágni a velencei védelmen, ezért nem közvetlenül Velencét támadta meg, hanem a lagúna déli részén fekvő Chioggiát.

Pisani vesztsége miatt Velencében büntetés várt a tengernagyra. Csak a nép szimpátia mentette meg a halálbüntetéstől, de Pisanit hivatalvesztésre és börtönbüntetésre ítélte a velencei bíróság. A flotta élére Taddeo Giustiniani állhatott. A szárazföldi magyar-padovai sereg támogatásával a genovai hajóhad augusztus 16-án elfoglalta Chioggiát. A szövetségesek kitűzték lobogóikat az erőd falára, és hamarosan megindultak a béketárgyalások.
A velencei követek soha nem látott alázattal járultak Lajos király színe elé, és elismerték volna a magyar királyt hűbéruruknak, ha az meghagyja önkormányzatukat és dózseválasztási jogukat. Miután Lajos vállalhatatlan feltételeket szabott, a dózse azt az utasítást adta a követeknek, hogy húzzák a tárgyalásokat, hogy a velencei flotta felkészüljön a támadásra. A tárgyalások a szövetségeseket is gyakran egymás ellen hangolta, és Velencének sikerült a tárgyalások ideje alatt negyven gályát felszerelnie. A zárttá tett Nagytanács meghirdette, hogy harminc, a legtöbb pénzt a háborúra áldozó velencei polgárt a tagjaivá fogad. Mivel ez hosszú idő óta az első alkalom volt arra, hogy a tanács tagjai közé kerüljenek nagy gazdasági hatalommal bíró családok, rendkívüli pénz áramlott a chioggiai háború folytatásába. 1379. december 24-én Andrea Contarini dózse maga szállt hajóra a két admirálissal, Giustinianival és a közben a nép nyomására szabaddá tett Pisanival és az egész Szenátussal, hogy együtt vegyen részt a város létéért zajló döntő csatában. A Chioggia ostromára felvonult velencei hajóhad azonban vesztésre állt, amikor 1380. január 1-jén Carlo Zeno flottája befutott a görög vizekről. Ugyanis Zeno a görög területeken sikereket ért el, és megtartotta a velencei birtokokat. A körülzárt városnak ekkor már nem maradt esélye, és 1380. június 24-én Chioggia megadta magát.
A genovaiakat sikerült ugyan legyőzniük, de a szárazföldön még jócskán vesztésre álltak a velencei erők. Végül a Serenissima diplomáciája Lipót, osztrák herceget hívta be Trevisoba, hogy ezzel elkerülje a padovai terjeszkedést. Lipót Lajos támogatását élvezte, és 1381. május 8-án bevonult Trevisoba. Miután a magyar király Lipótnak adta a várost, az osztrák seregek Carrara ellen vonultak. Végül a békét VI. Orbán pápa kezdeményezésére kötötték meg. Az eredetileg szövetkezett hatalmak közül Aquileia és Magyarország győztesen került ki a Velence ellen vívott háborúból, míg Genova és Padova vesztesen. 

A háborút 1381. augusztus 8-án Torinóban zárták le. Lajos megkapta a dalmát tengerpartot egészen Durazzóig, és Riminitől délre az Adrián feltétlen felségjogot kapott. Velence hadi sarcot fizetett a magyar koronának, de a Serenissima kereskedelmi jogokat kapott a Magyar Királyság egész területén. Padova megtarthatta az általa elfoglalt területeket, de épp a fontosnak számító Trevisot az osztrák herceg kapta meg. Aquileia Triesztet kapta jutalmul, Genova pedig egyetlen eredményként Tenedosz semlegesítését könyvelhette el.

#### 15. század

A Velencei Köztársaság birtokai és kereskedelmi kapcsolatai a 15–16. században

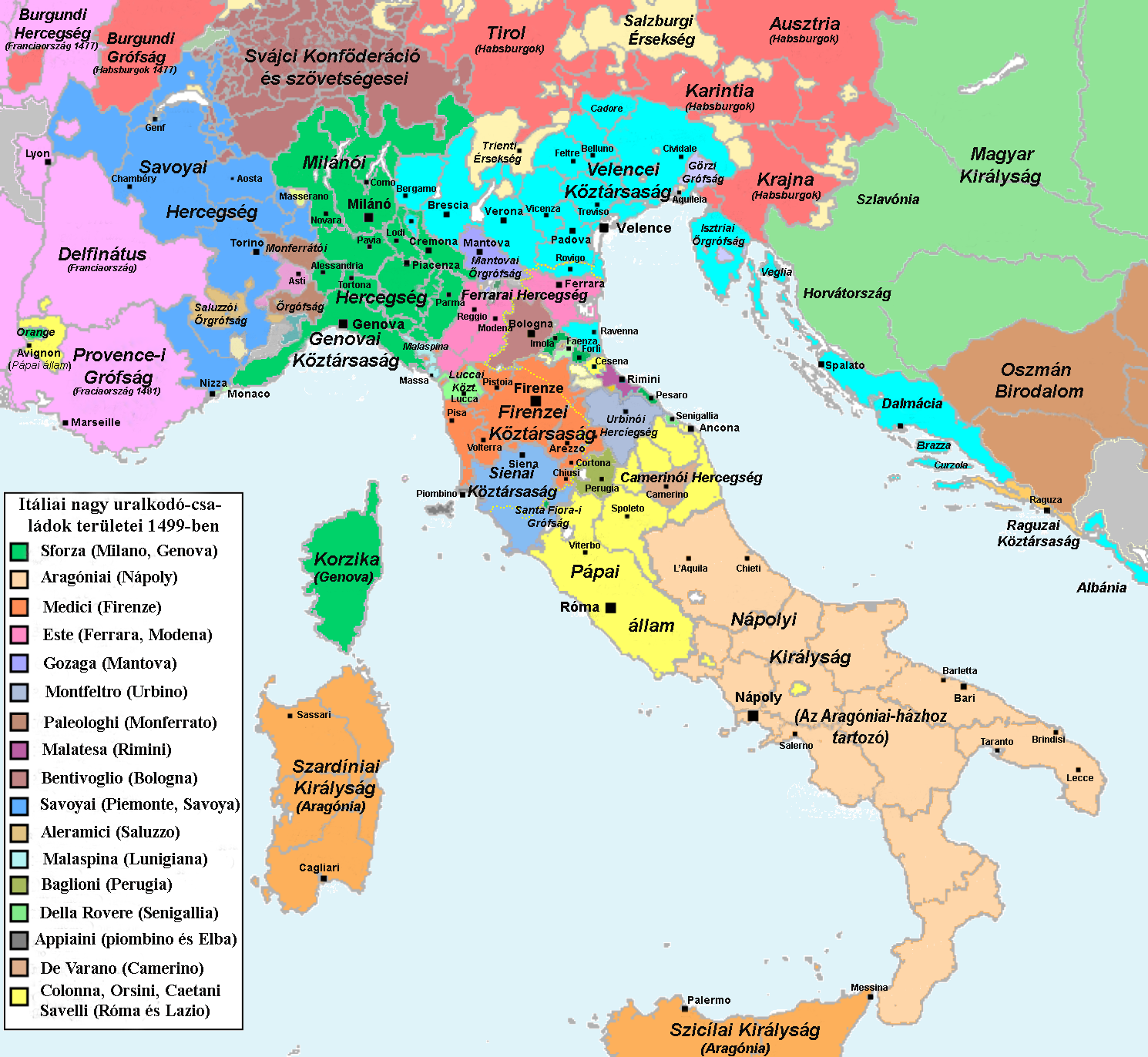
Itália 1499-ben

## A Serenissima hivatali rendszere
A Velencei Köztársaság igen széles hivatalnoki rendszerrel, egyedi államberendezkedéssel tudta fenntartani évszázadokon át tartó ragyogását. A város különleges politikai, történelmi és földrajzi helyzete alakította ki az évek során oly sokak által nagyra tartott velencei államot. A köztársaság hivatalnoki rendszere igen szokatlan pályát írt le Európa többi országaihoz viszonyítva. A Serenissima ugyanis megalakulása után néhány évvel a demokratikus berendezkedés jeleit mutatta, majd a gazdasági fejlődés első évszázadaiban létrejött a sajátos arisztokratikus államapparátus, amely a több évszázaddal később megjelenő hatalommegosztás elve alapján működött. A 16. században is csak filozófiai síkon érvényesülő állami hatalommegosztás Velencében már megvalósult. A törvényhozói, végrehajtói és igazságszolgáltatói hatáskörök elválasztása azonban Velence történelme folyamán egyre fakóbbá vált. A hivatalok kezdtek összemosódni, a felelősség egyre jobban meg lett osztva. A dózse hatalma is lassan elhalványult, és a nagy létszámú tanácsok és hivatalok vették át az irányítást. 
A történelem megtanította a lagúnák városát a túlélésre, és a gazdasági gondok megoldására. Ennek eredményeként születtek meg a köztársaság intézményei, amelyek gyakran bonyolult kapcsolatban álltak egymással. Ezek rövid áttekintését tartalmazzák az alábbi pontok.

### A törvényhozói és végrehajtó hatalom
A törvények meghozatala Velencében eleinte a dózse jogkörébe tartozott. A kereskedőállam első urai még igen kiterjedt jogokkal büszkélkedhettek. A méltóság a Velencei Köztársaság fennállása alatt mindvégig megmaradt, és mindvégig a vezető személyét jelölte meg. A törvényhozás legitimitását a korai időkben a Népgyűlés, azaz az arengo garantálta. Összehívása és feloszlatása a dózse joga volt. Az évek múltán azonban a könnyen befolyásolható népet egy másik nagyhatalmú intézmény, a Nagytanács váltotta fel. 1172-ben alapították, és tagjai a város nemesei közül kerültek ki. A Consiglio Maggiore ülései hasonlítottak a mai parlamentek vitáihoz. Ez volt a Serenissima legfőbb törvényhozói hatalma. 

A törvényhozás és a végrehajtás között jött létre a Szenátus, amely 1229-ben tanácsadó szervként alakult meg, de évek múltán a városállam egyik legfontosabb ellenőrző, tanácsadó és törvényalkotó intézménye lett. A hatalom gyakorlásának ezen két ága több intézmény működésében is gyakran összefonódott, mégis a fent említett állami szervek leginkább a törvényhozásban játszottak szerepet. A végrehajtó hatalom a köztársaság megalakulásakor természetesen teljesen a dózse hatáskörébe tartozott. Később az arisztokratikus túlsúly kialakulásakor egyre nagyobb végrehajtói hatalom került a város leggazdagabb családainak kezébe. Velencében a 12. századtól kezdve már nem csupán a dózse személye jelentette a legfőbb hatalmat, hanem megjelent mellette egy tanácsadó és döntő szervezet is, a Kistanács. Ebből fejlődött ki később a köztársaság kormánya, a Signoria. Ennek tanácsadó és egyeztető bizottságaként alakult meg a Bölcsek Tanácsa, amely a törvényhozó Nagytanács érdekeit egyeztette a kormányéval. A végrehajtó hatalom leginkább rettegett intézménye a Tízek Tanácsa volt, amely állambiztonsági szervezetként az állam leghatékonyabb rendőri, titkosszolgálati hatalmává vált. Teljesen szabad kezet kapott, tetteiért nem kellett számot adnia, hatalma mindenre és mindenkire kiterjedt Velencében. Persze a demokratikus elveket figyelembevéve tagjai cserélődtek, és állandóan ellenőrizték egymást.

A fentiek alapján úgy tűnhet a dózsék kezdeti teljhatalma szinte semmivé foszlott az arisztokratikus alkotmány megszületése után. Mégis a dózsék megválasztásának módja az idő múlásával egyre bonyolultabbá vált. Ez arra utalt, hogy a poszt valamiért mégiscsak megőrizte fontosságát. Ez így is volt, hiszen a dózse mindvégig élhetett azzal a jogával, hogy feloszlatja vagy összehívja a különböző állami gyűléseket, és ráadásul ő volt az, aki elsőként szólalhatott fel egy témában. Ez pedig gyakran meghatározta a vita irányát és kimenetelét.
A törvényhozásban és végrehajtásban szerepet játszó fontos intézmények mellett a következő szervek működtek: Pien Collegio, Szent Márk procuratorai, az Állami Inkvizíció, az Avogaria és bizonyos fokig ide tartozik a Quarantia intézménye is. Ezen kívül még rengeteg olyan szerv működött, amely különböző rétegek érdekeit képviselte és ellenőrizte a törvények betartását, azok átírását vagy javítását.